# Zonsverduistering van 21 september 1922

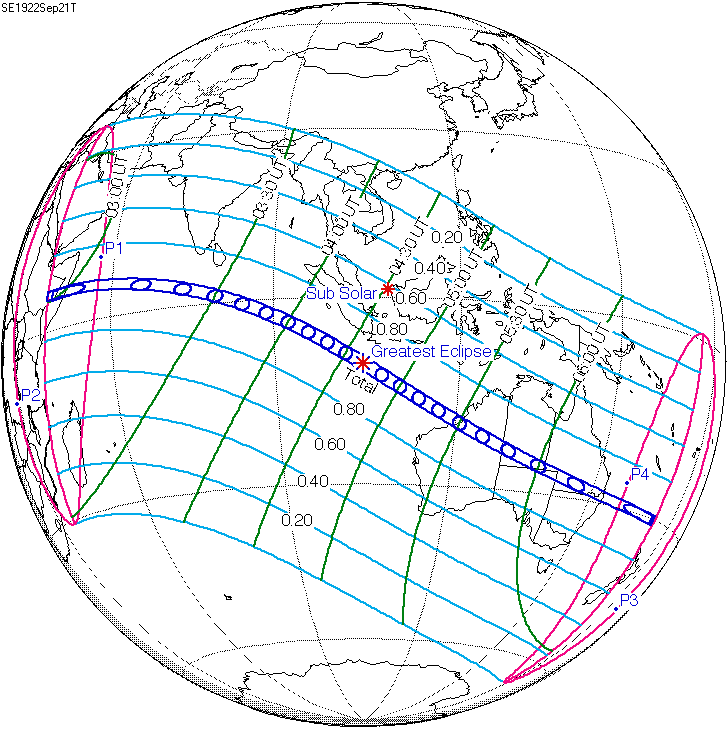
De zonsverduistering was te zien tussen de blauwe lijnen.

De totale zonsverduistering van 21 september 1922 trok veel over zee, maar was achtereenvolgens te zien op of in Ethiopië, Somalië, de Maldiven, Kersteiland en Australië.

## Lengte

### Maximum
Het punt met maximale totaliteit lag in zee net uit de kust ten westzuidwesten van Kersteiland, op coördinatenpunt 10.7452° Zuid / 104.5168° Oost en duurde 5m58,6s.

### Limieten
| Fenomeen                    | Code | Tijdstip UTC  |
| --------------------------- | ---- | ------------- |
| Eerste contact bijschaduw   | P1   | 02:04:05.5 UT |
| Eerste contact kernschaduw  | U1   | 02:58:22.2 UT |
| Kernschaduw compleet vanaf  | U2   | 03:01:04.4 UT |
| Bijschaduw compleet vanaf   | P2   | 03:57:27.5 UT |
| Maximum eclips              | GE   | 04:40:08.1 UT |
| Bijschaduw compleet t/m     | P3   | 05:22:37.5 UT |
| Kernschaduw compleet t/m    | U3   | 06:19:06.4 UT |
| Laatste contact kernschaduw | U4   | 06:21:48.7 UT |
| Laatste contact bijschaduw  | P4   | 07:16:07.1 UT |